# Potrero Segundo
Potrero Segundo är en ort i Mexiko.   Den ligger i kommunen Tantoyuca och delstaten Veracruz, i den sydöstra delen av landet, 230 km norr om huvudstaden Mexico City. Potrero Segundo ligger 199 meter över havet och antalet invånare är 509.
Terrängen runt Potrero Segundo är platt norrut, men söderut är den kuperad. Potrero Segundo ligger uppe på en höjd. Runt Potrero Segundo är det ganska tätbefolkat, med 72 invånare per kvadratkilometer. Närmaste större samhälle är Tantoyuca, 4,5 km öster om Potrero Segundo. Trakten runt Potrero Segundo består till största delen av jordbruksmark.